# Hans Strohm
Hans Strohm (* 18. Juni 1908 in Gunzenhausen; † 2. März 1998 in Wien) war ein deutscher Klassischer Philologe.

## Leben
Nach dem Studium der Klassischen Philologie in München wurde er 1933 mit der Dissertation Untersuchungen zur Entwicklungsgeschichte der aristotelischen Meteorologie promoviert. Zwar konnte er sich 1940 habilitieren, erhielt aber wegen seiner politischen Gesinnung zunächst keine Dozentur und hatte danach wegen des zu leistenden Kriegsdienstes keine Möglichkeit mehr. Erst 1948 wurde er in München Privatdozent und danach Oberstudiendirektor und Direktor des Gymnasiums Fridericianum in Erlangen. In München erhielt er schließlich 1956 eine Stelle als außerplanmäßiger Professor und im selben Jahr, ebenfalls als außerplanmäßiger Professor, in Erlangen. Einen Ruf der Universität Wien als ordentlicher Professor und Lehrstuhlinhaber nahm er 1974 an, 1976 wurde er emeritiert.

## Schriften (Auswahl)
- Untersuchungen zur Entwicklungsgeschichte der aristotelischen Meteorologie. Hänsel-Hohenhausen, Egelsbach 1992, ISBN 3-89349-007-8 (zugl. Dissertation, München 1933)
- Tyche: Zur Schicksalsauffassg bei Pindar u. d. frühgriechischen Dichtern. Cotta, Stuttgart 1944
- Iphigenie im Taurerlande / Euripides. Oldenbourg, München 1949
- Euripides: Interpretationen zur dramatischen Form. Beck, München 1957.